# Omphalocarpum pedicellatum
Omphalocarpum pedicellatum är en tvåhjärtbladig växtart som beskrevs av De Wild. Omphalocarpum pedicellatum ingår i släktet Omphalocarpum och familjen Sapotaceae.
Artens utbredningsområde är Kongo-Kinshasa. Inga underarter finns listade i Catalogue of Life.